# Paul Dognin
Paul Dognin (10 de mayo de 1847 - 10 de agosto de 1931) fue un entomólogo francés especializado en lepidópteros de América del Sur. Dognin nombró 101 nuevos géneros de polillas.
Dognin vivió en el 11 de Villa Molitor (16º distrito de París). Fue miembro de la Sociedad entomológica de Francia.
Su colección (82.000 especímenes, incluidos 3.000 tipos Dognin y más de 300 tipos Thierry-Mieg) se reparte entre el Museo Nacional de Historia Natural de Francia y el Museo Nacional de Historia Natural de los Estados Unidos, ya que fue vendida parcialmente a William Schaus, quien luego la donó al Museo Nacional de Historia Natural estadounidense.

## Publicaciones
Impresas por Charles Oberthür.
- Catalogue des Geometridae de l'Amerique Centrale et du Sud.
- Hétérocères nouveaux de l'Amérique du Sud. Fascicule 1. (1910)
- Hétérocères nouveaux de l'Amérique du Sud. Fascicule 3. (1911)
- Hétérocères nouveaux de l'Amérique du Sud. Fascicule 5. (1912)
- Hétérocères nouveaux de l'Amérique du Sud. Fascicule 6. (1912)
- Hétérocères nouveaux de l'Amérique du Sud. Fascicule 7. (1914)
- Hétérocères nouveaux de l'Amérique du Sud. Fascicule 8. (1914)
- Hétérocères nouveaux de l'Amérique du Sud. Fascicule 9. (1916)
- Note sur la faune des Lépidoptères de Loja et environs (Équateur). Description d'espèces nouvelles. (1887–1894). 3 partes 10 láminas.